# Бабазаде, Васиф Мамед Ага оглы
Бабазаде, Васиф Мамед Ага оглы (азерб. Babazadə Vasif Məmməd Ağa oğlu; род. 2 сентября 1938, Баку) — азербайджанский геолог. Доктор геолого-минералогических наук, действительный член НАН Азербайджана (2014), академик.

## Биография
Васиф Бабазаде родился 2 сентября 1938 года в Баку. В 1960 году окончил геолого-географический факультет Азербайджанского государственного университета (БГУ) по специальности «инженер-геолог».
С 1961 года работает в БГУ

## Образование и ученые звания
- 1964 — Доктор философии по геологии и минералогии
- 1975 — Доктор наук (Защитил диссертацию в г. Новосибирск)
- 1979 — профессор
- 1989 — Член-корреспондент НАН Азербайджана
- 2014 — Действительный член НАН Азербайджана

## Деятельность
- 1959-1961 – Кавказская комплексная геологоразведочная экспедиция Министерства геологии СССР
- 1961-1964 – АГУ, аспирант, младший научный сотрудник
- 1964-1965 – АГУ, геолого-географический факультет, преподаватель кафедры минеральных ресурсов
- 1966-1976 – доцент кафедры минеральных ресурсов
- 1967-1968 – заместитель декана геолого-географического факультета
- 1977 – профессор кафедры минеральных ресурсов.
- 1973-1980 – декан геолого-географического факультета
- 1986 – директор отдела минеральных ресурсов
- 1989 – научный руководитель отдела аэрокосмических исследований ресурсов Земли

### Педагогическая деятельность
- Профессор БГУ

## Награды
- Государственная премия Азербайджанской ССР (1978)
- Орден «Слава» (2009)
- Лауреат Государственной премии за ряд работ в области эффективного использования природных ресурсов (1978)
- Бакинский государственный университет, «Ученый года» (2007)
- Заслуженный деятель науки (2000)
- Награда НАНА им. академика Мусы Алиева (2017)
- Премия им. академика Александра Твалчрелидзе Национальной академии наук Грузии (Тбилиси, 2018)
- Орден «Честь» (2018)

## Основные научные достижения
- Разработал металлогению офиолитовых поясов
- Применил формационный анализ рудных месторождений Азербайджана
- Разработал принципы выделения «рудно-магматических систем» для различных вулкано-плутонических комплексов
- Научно обосновал существование ртутного пояса Малого Кавказа
- Составил «Космотектоническую карту Азербайджана» (масштаб 1:600.000) и «Карту региональной трещиноватости Азербайджана с прогнозом рудных месторождений» (масштаб 1:600.000)
- Путем выявления закономерностей размещения золоторудных, медных, молибденовых, свинец-цинковых (полиметаллических), хромитовых, сурьмяных и других рудных месторождений Азербайджана дал их прогнозную оценку и поисковые критерии[3]

## Научные работы
- Геология ртутных месторождений Малого Кавказа. Баку, 1974; 228 с.
- Медно- и молибден-порфировые месторождения. Баку, 1990; 368 с.
- Золотоносные россыпи Азербайджана. Баку, 2001; 155 с.
- Рудные формации и металлогенические зоны Азербайджана. Баку, 2003; 276 с.
- Золото Азербайджана. Баку, 2003; 424 с.
- Минерально-сырьевые ресурсы Азербайджана. Баку, 2005; 808 с.
- Благороднометальные рудно-магматические системы. Баку, 2012; 276 с.
- Эндогенная металлогения и прогноз благороднометального оруденения юга Малого Кавказа. Баку, 2013; 316 с.
- Структура рудных полей и месторождений. Баку, 2013, 288 с.
- Геоэкологический мониторинг. Баку, 2014, 424 с.
- Золотосодержащие сульфидные месторождения островодужных палеосистем, их металлогенические особенности и условия геодинамического развития. Баку, 2015, 400 с.
- Основы космической геологии. Баку, 2015, 350 с.